# Культурне привласнення
Культурне привласнення (англ. cultural appropriation), апропріація — соціологічна концепція, згідно з якою запозичення або використання елементів однієї культури членами іншої сприймається несхвально, як головним чином негативне явище. В основі концепції лежить уява про те, що культура, елементи якої було запозичено, стає таким чином об'єктом експлуатації та пригнічення з боку культури, яка запозичує.
У Північній Америці концепція культурного привласнення має особливий вплив у дослідженнях та публікаціях, присвячених культурі корінного населення Америки, а також культурі афроамериканців.

## Загальні відомості
Поняття «культурного привласнення» виникло в 80-х — 90-х роках XX століття в лексиконі постколоніальних критиків західного експансіонізму.
Американський лінгвіст Джон Макуортер пояснює виникнення концепції культурного привласнення «виправданим обуренням щодо білих поп-музикантів, що імітують музику темношкірого населення». Класичним прикладом Макуортер вважає творчість Елвіса Преслі.
Термін «культурне привласнення», як правило, має негативний зміст. У більшості випадків його використовують, коли запозиченню піддається культура меншин, або коли взаємодіючі культури залучені в історичний, етнічний або расовий конфлікт.
Відповідно до прихильників цієї концепції, культурне привласнення відрізняється від акультурації та асиміляції тим, що «привласнення» передбачає запозичення елементів тієї чи іншої культури в колоніальній манері: вони копіюються членами домінантної культури та використовуються поза свого оригінального культурного контексту — іноді навіть проти чітко озвученого бажання представників культури-донора. Часто в процесі оригінальне значення цих елементів культури спотворюється; їх використання може розглядатися членами культури-донора як прояв неповаги або навіть як осквернення святині. Початковий глибокий зміст елемента у підпорядкованій культурі може зводитися до «екзотичного» тренду в домінівній культурі.

## Приклади
Прихильники концепції наводять, серед інших, такі приклади культурного привласнення:
- Спортивні команди, що використовують назви племен корінних народів, зображення представників цих народів як логотип або талісман команди, традиційні твори мистецтва корінних племен[12]: професійний клуб з американського футболу Вашингтон Редскінз (англ. Redskins — «червоношкірі»), американська бейсбольна команда Клівленд Індіенз (її логотип — Вождь Ваху)[13][14], збірна Нової Зеландії з регбі All Blacks (виконання ритуального танцю «гака» перед матчами)[15][16].
- Костюми на Хелловін, такі як «ПокаХотті» (англ. PocaHottie; від Pocahontas і hottie — красуня), «Індіанський воїн», «Vato Loco» (ісп. «божевільний чувак»; костюм латиноамериканського гангстера).[17][18] Іноді їх одягають люди, які не належать до відповідної культури, при цьому вони називають свій наряд «жартівливим»[19].
- Мода на бінді[20] і головний убір індіанського воїна. Після появи на change.org [Архівовано 4 квітня 2022 у Wayback Machine.] петиції проти продажу останнього на Гластонбері, організатори фестивалю заборонили поширення цього головного убору на території проведення заходу (петиція встигла зібрати 65 підписів).[21][22] Подібна петиція звернена і до організаторів фестивалю Коачелла[23].

## Правовий аспект культурної апропріації
У дослідженні, підготовленому Експертним механізмом з прав корінних народів Ради з прав людини ООН, йдеться, зокрема, про неправомірні присвоєння та інтерпретації культурних цінностей.
Багато корінних народів страждають від неправомірного присвоєння їхньої культурної спадщини, що проявляється в різних формах, включаючи її меркантилізацію, використання зображень та символіки корінних народів в процесі маркетингу і неправомірне привласнення традиційних пісень.

Неналежна культурна інтерпретація — це ще один аспект, який негативно впливає на культурну спадщину корінних народів.
— Підтримка та захист прав корінних народів стосовно їхньої культурної спадщини, 18
Експерти РПЛ вказують на існування правових механізмів захисту від неправомірного присвоєння та неналежної інтерпретації елементів культури корінних народів, перш за все, на Декларацію ООН про права корінних народів.
 1. Корінні народи мають право на збереження, контроль, охорону і розвиток своєї культурної спадщини, традиційних знань і традиційних форм культурного вираження, а також проявів їхніх наукових знань, технологій і культури, включаючи людські та генетичні ресурси, насіння, ліки, знання властивостей фауни і флори, традиції усної творчості, літературні твори, малюнки, спорт і традиційні ігри та образотворче та виконавське мистецтво. Вони мають також право на збереження, контроль, захист і розвиток своєї інтелектуальної власності на таку культурну спадщину, традиційні знання і традиційні форми вираження культури.

2. Спільно з корінними народами держави вживають дієвих заходів, з метою визнання і захисту здійснення цих прав.
— стаття 31 Декларації Організації Об'еднаних Націй про права корінних народів
Однак у дослідженні наголошується, що, незважаючи на існування потенційних можливостей для реалізації корінними народами своїх прав, на практиці їм складно отримати належний захист, у тому числі в разі неправомірного присвоєння їх нематеріальної культурної спадщини. У 2009 році уряд Нової Зеландії визнав за племенем Нгати Тоа авторське право на ка-мате — традиційний вид «гака» (ритуальний танець корінного народу маорі). Ка-мате хака широко відомий в Новій Зеландії, оскільки традиційно виконується перед матчами новозеландської збірної з регбі All Blacks. У відповідь на скарги представників Нгати Тоа на неприйнятне використання танцю у кіно, рекламі і на телебаченні, угода встановила обмеження на комерційне використання ка-мате. Тим не менш, на виступи All Blacks обмеження не поширюється, і команда продовжує використовувати ка-мате в шоу перед матчами.

## Критика концепції
Критики концепції культурної апропріації оскаржують її з ряду причин, починаючи з неприйняття конкретних положень і понять, закінчуючи повним запереченням теорії як такої. Їх позиція найчастіше заснована на протилежному баченні культурного запозичення як назагал позитивного феномену, що сприяє взаємному збагаченню культур. На їхню думку, запозичення відбувається внаслідок щирого захоплення тією чи іншою культурою і без будь-якого злого умислу. Критики також стверджують, що термін «апропріація» некоректно застосовувати до культури, яка далеко не всіма сприймається як обмежений ресурс: на відміну від апропріації матеріального об'єкта, імітація елементів чужої культури необов'язково передбачає позбавлення членів цієї культури таких елементів. Так, на початку XX століття Гарлем був «плавильним котлом», де білі музиканти переймали в афроамериканців манеру співу та гри на музичних інструментах, створюючи особливе звучання, яке згодом відіграло значну роль у формуванні музичної сцени.
Прихильники ж концепції заявляють, що такий підхід не враховує проблеми групової ідентичності, комерціалізації елементів культури, вилучення їх з контексту, а також різницю між апропріацією і взаємообміном. На їхню думку, взаємний обмін будується на рівних умовах, тоді як культурна апропріація має місце при неповазі до пригнобленої культури, нерозуміння її елементів та їх неналежному використанні поза контекстом.